# Staurogyne itatiaiae
Staurogyne itatiaiae är en akantusväxtart som först beskrevs av Heinrich Wawra, och fick sitt nu gällande namn av Emery Clarence Leonard. Staurogyne itatiaiae ingår i släktet Staurogyne och familjen akantusväxter. Inga underarter finns listade i Catalogue of Life.